# كاثي لونغ
كاثي لونغ (بالإنجليزية: Kathy Long)‏ هي ملاكمة كيك بوكسينغ وفنانة قتالية وممثلة أمريكية، ولدت في 21 أبريل 1964 في الولايات المتحدة.

## أعمال

### أفلام
- (1994) قتلة بالفطرة[9][10][11]

### مسلسلات
- جوال تكساس ووكر

## وصلات خارجية
- كاثي لونغ على موقع بوكس ريك (الإنجليزية) (registration required)
- كاثي لونغ على موقع شيردوغ (الإنجليزية)

- كاثي لونغ على موقع IMDb (الإنجليزية)
- كاثي لونغ على موقع ألو سيني (الفرنسية)
- كاثي لونغ على موقع أول موفي (الإنجليزية)
- كاثي لونغ على موقع قاعدة بيانات الأفلام السويدية (السويدية)
- كاثي لونغ على موقع قاعدة بيانات الفيلم (الإنجليزية)
- كاثي لونغ على موقع كينوبويسك (الروسية)